# إغواندونيات
الإغواندونيات (الاسم العلمي: Iguanodontidae) فصيلة من الإغوانودونيا [الإنجليزية] التي تنتمي إلى شوكيات عظمة القص [الإنجليزية] الفرع الحيوي من الأنكيلوبوليكسا [الإنجليزية].
تتميز الإغواندونيات بفكها العلوي الطويل الممدود، وهي عادة تكون عاشبة وكبيرة الحجم. وتظهر هذه الفصيلة دينامية حركية. وهناك أدلة على أنها ثنائية الحركة ورباعيات الحركة ضمن الأنواع الإغوانودونية، ودعما للفكرة القائلة بأن الكائنات الحية الفردية كانت قادرة على التحرك بشكل حصري بأطرافها الخلفية والتحرك أيضا بشكل رباعي. تمتلك الإغواندونيات شبه حوافر بترقيم ثنائي، وثلاثي، ورباعي، وفي بعض الحالات، يكون الإبهام المتميز والبارز هو الرقم الخامس المقابل. وتسمح لها بنية جمجمتها بآلية قوية للمضغ تسمى قوة الضربة العرضية. وهذه، مقترنة بإطباق الأسنان الثنائية التي تجعلها فعالة جدا كآكلات أعشاب. يعتقد أن أعضاء الإجوانودونيات لديها نظام غذائي يتكون من نباتات عاريات البذور وكاسيات البذور، وقد تطورت الأخيرة مع الإغوانودونيات في العصر الطباشيري.